# Высокий блондин в чёрном ботинке
«Высо́кий блонди́н в чёрном боти́нке» (фр. Le Grand Blond avec une chaussure noire) — французская шпионская кинокомедия 1972 года. Первый фильм, в котором появляется Франсуа Перрен — незадачливый простодушный растяпа, постоянно попадающий в опасные и комичные ситуации, но в конечном итоге выходящий сухим из воды. В СССР фильм вышел в кинопрокат в 1974 году. Спустя два года вышло продолжение — фильм «Возвращение высокого блондина».

## Сюжет
В недрах французской контрразведки зреет заговор, организованный против полковника Тулуза его заместителем Бернаром Миланом, стремящимся занять его место. По заданию Милана агент доставил в США героин, показательно дал себя арестовать и допросить на детекторе лжи, показав, что героин был доставлен в США по заданию французской контрразведки. Скандал оказался настолько громким, что Луи Тулуз вынужден срочно вернуться из отпуска и разобраться в происходящем.
Допрос Милана ничего не даёт — тот изначально отметает даже саму возможность подобных действий со своей стороны, а про фотографию, на которой он запечатлён вместе со своим агентом, говорит, что это фотомонтаж. После этого полковник Тулуз, случайно обнаруживший у себя дома несколько «жучков», приглашает к себе в гости своего помощника Перраша, которому нарочито громко, дабы услышали подслушивающие, поручает встретить на следующий день, в 9:30 в аэропорту Орли специального суперагента, который поможет им разобраться с Миланом.
Однако никакого агента на самом деле не существует — это «ловушка для дурака»: Перрашу поручено выбрать любого человека из толпы, которого следящие за Перрашем люди Милана должны будут принять за суперагента, что́ и произошло. Выбор его падает на скромного скрипача Франсуа Перрена, возвращавшегося c концерта в Мюнхене, причём рассеянный скрипач привлёк его внимание тем, что был обут в разные ботинки. Перраш сначала здоровается с ним, но потом, как бы обознавшись, просит прощения и уходит. Люди Милана, для которых и был дан этот спектакль, наблюдая за встречей издалека, расценивают контакт как передачу инструкций «суперагенту» и начинают следить за Перреном. Они тайно оборудуют его дом подслушивающими устройствами, выжидая, когда он выйдет на связь с Тулузом. По ходу наблюдений за Перреном они обнаруживают огромное количество странностей (разные ботинки, отказ от визита к дантисту, непонятное поведение) и ещё крепче убеждаются в том, что Франсуа — настоящий суперагент, имеющий вдобавок отличное прикрытие (скромная жизнь без особых событий), да ещё и бывавший в США.
С помощью красивой сотрудницы Кристин (проинструктированной, что Перрен — «суперагент») агенты Милана заманивают его в дом, где наблюдают за ними через видеокамеры. Однако Кристин не только не смогла ничего от него узнать (поскольку узнавать было нечего), но ещё и влюбилась в него, оказавшегося превосходным любовником (о чём она не упускает заметить в разговоре с начальством). Перрен, сам того не подозревая, избегает всех опасных ловушек, расставленных Миланом, — с помощью приставленных тайно оберегать его людей Тулуза, которых он также не замечает. Пресекая все попытки Милана разобраться в происходящем, Тулуз всё же чувствует, что Милан может заподозрить неладное (о том, что Франсуа, скорее всего, не агент, сказала Кристин), поэтому Тулуз снова нарочито громко говорит о том, что «скрипач работу выполнил» и в этот же день «сделает нам доклад».
Понимая, что дело идёт к развязке, Тулуз приказывает снять охрану с Блондина, однако его помощник Перраш, всерьёз опасающийся за жизнь Блондина, усиливает охрану Франсуа. Всё заканчивается перестрелкой в квартире Перрена, в результате которой вместо Блондина погибают не только люди Тулуза и Милана, но и сам Милан. Друг Перрена, Морис Лефевр, ставший случайным свидетелем убийств, переживает психическое расстройство, а Перрен вместо Мюнхена улетает в Рио-де-Жанейро, увозя с собой Кристин. 
Тулуз, наблюдая за Блондином на экране, говорит Перрашу, что с Блондином надо будет связаться после его возвращения из Рио, так как «этот парень неплохо выкручивается». 

Фильм заканчивается назидательной цитатой из Уголовного кодекса Франции: «Каждый человек имеет право на невмешательство в его личную жизнь».

## В ролях
| Актёр          | Роль                                                                              |
| -------------- | --------------------------------------------------------------------------------- |
| Пьер Ришар     | Франсуа Перрен, скрипач                                                           |
| Жан Рошфор     | Луи Тулуз, полковник, начальник внутренней безопасности французской контрразведки |
| Бернар Блие    | Бернар Милан, полковник, заместитель Тулуза                                       |
| Мирей Дарк     | Кристин                                                                           |
| Поль ле Персон | Перраш, помощник Тулуза                                                           |
| Жан Карме      | Морис Лефевр, барабанщик, друг Перрена                                            |
| Колетт Кастель | Полетт, жена Мориса                                                               |
| Жан Содре      | Пусе, агент Перраша                                                               |
| Морис Барье    | Шаперон, агент Перраша                                                            |
| Робер Дальбан  | человек Милана в фургоне                                                          |
| Ив Робер       | дирижёр                                                                           |
| Таня Балашова  | мать Луи Тулуза                                                                   |

## Музыка
- Основная тема фильма была сочинена Владимиром Космой, который вдохновился балканской cырбой, и была исполнена Георгием Замфиром.
- Музыка, исполняемая оркестром в одной из сцен, является солянкой из нескольких классических произведений, среди которых также присутствует «Венгерский танец» № 5 Иоаганнеса Брамса.

## Факты
- Проигрыватель в квартире полковника Тулуза — очень редкий IMF Transcription 300.
- Чёрное платье Кристин с глубоким вырезом на спине, шокировавшее публику и получившее скандальную известность, создал модельер Ги Ларош.

## Награды
- 1973. Приз «Серебряный Медведь» МКФ (Берлин)[1].
- 1976. Приз «Золотой экран» (Golden Screen)[2].

## Ремейк
В 1985 году кинокомпанией «20th Century Fox» снят ремейк — «Человек в одном красном ботинке» / «The Man with One Red Shoe», — с Томом Хэнксом в главной роли.